# Місцеві вибори в Полтавській області 2020
Місцеві вибори в Полтавській області 2020 — це вибори депутатів Полтавської обласної ради, депутатів 3 районних у місті рад, 4 районних рад, депутатів 44 сільських і селищних рад, депутатів 16 міських рад та сільських, селищних і міських голів, що відбулися 25 жовтня 2020 року в рамках проведення місцевих виборів в Україні.
Середня явка в області скала 37,73 %. Найвища явка зафіксована в Драбинівській ОТГ — 70,33 %, найменша явка спостерігалась у Миргородській ОТГ — 27,89 %. На минулих місцевих виборах 2015 року цей показник склав 46,5 %.

## Вибори до Полтавської обласної ради
Всього має бути обрано 84 депутати. Для виборів до обласної ради ЦВК утворила 7 територіальних виборчих округів. Було зареєстровано 861 кандидатів за 14 виборчими списками.
| Назва партії                           | Кількість кандидатів | Кількість отриманих голосів | Усього місць |
| -------------------------------------- | -------------------- | --------------------------- | ------------ |
| Воля                                   | 41                   | 1551                        | 0            |
| Всеукраїнське об'єднання «Батьківщина» | 66                   | 46323                       | 12           |
| Всеукраїнське об'єднання «Свобода»     | 76                   | 12617                       | 0            |
| Довіра                                 | 83                   | 66486                       | 16           |
| Європейська Солідарність               | 62                   | 33641                       | 9            |
| За Майбутнє                            | 74                   | 52157                       | 13           |
| Наш край                               | 40                   | 2915                        | 0            |
| Опозиційна платформа — За життя        | 54                   | 41219                       | 11           |
| Партія Простих Людей Сергія Капліна    | 47                   | 9431                        | 0            |
| Пропозиція                             | 41                   | 2015                        | 0            |
| Радикальна партія Олега Ляшка          | 59                   | 12940                       | 0            |
| Рідне місто                            | 83                   | 35645                       | 9            |
| Сила і честь                           | 51                   | 13309                       | 0            |
| Слуга народу                           | 84                   | 56840                       | 14           |

## Вибори до районних рад
Особливості виборів 2020 року полягають у тому, що вперше вибори до районних рад відбуваються за адміністративно-територіальним устроєм, встановленим 17 червня 2020 року. Відповідно до нього в Полтавській області сформовано 4 райони.
| Назва районної ради | Кількість депутатів ради | Кількість кандидатів | Кількість партій |
| ------------------- | ------------------------ | -------------------- | ---------------- |
| Кременчуцька        | 54                       | 484                  | 11               |
| Лубенська           | 42                       | 444                  | 13               |
| Миргородська        | 42                       | 354                  | 10               |
| Полтавська          | 54                       | 477                  | 11               |

|  | На цьому місці має відображатися графік чи діаграма, однак з технічних причин його відображення наразі вимкнено. Будь ласка, не видаляйте код, який викликає це повідомлення. Розробники вже працюють для того, щоби відновити штатне функціонування цього графіка або діаграми. |

|  | На цьому місці має відображатися графік чи діаграма, однак з технічних причин його відображення наразі вимкнено. Будь ласка, не видаляйте код, який викликає це повідомлення. Розробники вже працюють для того, щоби відновити штатне функціонування цього графіка або діаграми. |

|  | На цьому місці має відображатися графік чи діаграма, однак з технічних причин його відображення наразі вимкнено. Будь ласка, не видаляйте код, який викликає це повідомлення. Розробники вже працюють для того, щоби відновити штатне функціонування цього графіка або діаграми. |

|  | На цьому місці має відображатися графік чи діаграма, однак з технічних причин його відображення наразі вимкнено. Будь ласка, не видаляйте код, який викликає це повідомлення. Розробники вже працюють для того, щоби відновити штатне функціонування цього графіка або діаграми. |

## Вибори до районних у місті рад
| Назва районної у місті ради                | Кількість депутатів ради | Кількість кандидатів | Кількість партій |
| ------------------------------------------ | ------------------------ | -------------------- | ---------------- |
| Київська районна у місті Полтаві рада      | 38                       | 363                  | 12               |
| Подільська районна у місті Полтаві рада    | 34                       | 257                  | 11               |
| Шевченківська районна у місті Полтаві рада | 38                       | 332                  | 11               |

## Вибори міських рад та їх голів

### Гадяцька міська рада
Кількість депутатів, які обрались до Гадяцької міської ради — 26. Зареєстровано 264 кандидатів від 11 політичних партій.
На посаду міського голови зареєстровано 6 кандидатів. Вибори проводилися за мажоритарною системою відносної більшості. Міським головою обрано представника партії Довіра Володимира Нестеренка (58,9 %). Друге місце посів самовисуванець Антон Шульга (16,8 %).

### Глобинська міська рада
На посаду міського голови зареєстровано 10 кандидатів. Вибори проводилися за мажоритарною системою відносної більшості.

### Горішньоплавнівська міська рада
Кількість депутатів, які обрались до Горішньоплавнівської міської ради — 34. Зареєстровано 264 кандидатів від 11 політичних партій. За результатами голосування до складу ради увійшли представники 5 партій.
| Суб'єкт висування        | Усього місць |
| ------------------------ | ------------ |
| Сила і Честь             | 10 / 34      |
| ОПЗЖ                     | 9 / 34       |
| Слуга народу             | 6 / 34       |
| Європейська Солідарність | 5 / 32       |
| Рідне місто              | 4 / 32       |

На посаду міського голови зареєстровано 8 кандидатів. Вибори проводилися за мажоритарною системою відносної більшості. Міським головою обрано чинного мера, самовисуванця Дмитра Бикова (74,29 %). Друге місце посів представник партії Слуга народу Юрій Муха (8,13 %).

### Гребінківська міська рада
Кількість депутатів, які обрались до Гребінківської міської ради — 26. Зареєстровано 268 кандидатів від 11 політичних партій.
| Суб'єкт висування        | Усього місць |
| ------------------------ | ------------ |
| Радикальна партія Ляшка  | 6 / 26       |
| Рідне місто              | 3 / 26       |
| Довіра                   | 3 / 26       |
| Європейська Солідарність | 3 / 26       |
| Аграрна партія України   | 3 / 26       |
| Батьківщина              | 2 / 26       |
| Слуга народу             | 2 / 26       |
| За Майбутнє              | 2 / 26       |
| ОПЗЖ                     | 2 / 26       |

На посаду міського голови зареєстровано 7 кандидатів. Вибори проводилися за мажоритарною системою відносної більшості.

### Заводська міська рада
Кількість депутатів, які обрались до Заводської міської ради — 22. Зареєстровано 114 кандидатів. За результатами голосування до складу ради увійшли представники 5 партій.
| Суб'єкт висування | Усього місць | %     |
| ----------------- | ------------ | ----- |
| Самовисування     | 8 / 22       | 36,36 |
| Довіра            | 6 / 22       | 27,27 |
| Батьківщина       | 4 / 22       | 18,18 |
| Слуга народу      | 2 / 22       | 9,09  |
| За Майбутнє       | 1 / 22       | 4,55  |
| Сила і Честь      | 1 / 22       | 4,55  |

### Зіньківська міська рада
На посаду міського голови зареєстровано 4 кандидати. Вибори проводилися за мажоритарною системою відносної більшості.

### Карлівська міська рада
На посаду міського голови зареєстровано 14 кандидатів. Вибори проводилися за мажоритарною системою відносної більшості.

### Кобеляцька міська рада
На посаду міського голови зареєстровано 6 кандидатів. Вибори проводилися за мажоритарною системою відносної більшості.

### Кременчуцька міська рада
Кількість депутатів, які обрались до Кременчуцької міської ради — 42. Зареєстровано 508 кандидатів від 14 політичних партій.
До складу ради увійшли представники 6 партій.
| Суб'єкт висування        | Усього місць | %     |
| ------------------------ | ------------ | ----- |
| Рідне місто              | 9 / 42       | 21,43 |
| За Майбутнє              | 9 / 42       | 21,43 |
| ОПЗЖ                     | 7 / 42       | 16,67 |
| Європейська Солідарність | 6 / 42       | 14,29 |
| Слуга народу             | 6 / 42       | 14,29 |
| Батьківщина              | 5 / 42       | 11,90 |

На посаду міського голови зареєстровано 10 кандидатів. Вибори відбулися за один тур за мажоритарною системою абсолютної більшості.
| Вибори міського голови                                     | Вибори міського голови                                     | Вибори міського голови | Вибори міського голови | Вибори міського голови |
| ---------------------------------------------------------- | ---------------------------------------------------------- | ---------------------- | ---------------------- | ---------------------- |
|                                                            |                                                            |                        |                        |                        |
| Малецький Віталій Олексійович (За Майбутнє)                | Малецький Віталій Олексійович (За Майбутнє)                |                        | 52.08%                 | 52.08%                 |
| Іванян Геннадій Михайлович (ОПЗЖ)                          | Іванян Геннадій Михайлович (ОПЗЖ)                          |                        | 13.04%                 | 13.04%                 |
| Ярош Сергій Михайлович (Європейська Солідарність)          | Ярош Сергій Михайлович (Європейська Солідарність)          |                        | 11.10%                 | 11.10%                 |
| Піддубна Оксана Миколаївна (Радикальна партія Олега Ляшка) | Піддубна Оксана Миколаївна (Радикальна партія Олега Ляшка) |                        | 7.51%                  | 7.51%                  |
| Порчирян Сергій Михайлович (Слуга народу)                  | Порчирян Сергій Михайлович (Слуга народу)                  |                        | 5.11%                  | 5.11%                  |
| Сідерка Тетяна Анатоліївна (Довіра)                        | Сідерка Тетяна Анатоліївна (Довіра)                        |                        | 4.01%                  | 4.01%                  |
| інші                                                       | інші                                                       |                        | 7.15%                  | 7.15%                  |

### Лохвицька міська рада
На посаду міського голови зареєстровано 7 кандидатів. Вибори проводилися за мажоритарною системою відносної більшості.

### Лубенська міська рада
На посаду міського голови зареєстровано 12 кандидатів. Вибори проводилися за мажоритарною системою відносної більшості.

### Миргородська міська рада
На посаду міського голови зареєстровано 11 кандидатів. Вибори проводилися за мажоритарною системою відносної більшості.

### Пирятинська міська рада
На посаду міського голови зареєстровано 4 кандидати. Вибори проводилися за мажоритарною системою відносної більшості.

### Мер Полтави
На посаду міського голови зареєстровано 13 кандидатів. Вибори проводилися за мажоритарною системою абсолютної більшості.
I тур
| Кандидат                                  | %       | Голосів |
| ----------------------------------------- | ------- | ------- |
| 1. Олександр Мамай («За майбутнє»)        | 30,06 % | 20 856  |
| 2. Сергій Іващенко («Слуга народу»)       | 17,71 % | 12 290  |
| 3. Олександр Удовіченко («Рідне місто»)   | 13,01 % | 9 026   |
| 4. Андрій Карпов («ЄС»)                   | 9,86 %  | 6 841   |
| 5. Сергій Каплін («Партія Простих Людей») | 7,54 %  | 5 231   |

II тур
| Кандидат                            | %       | Голосів |
| ----------------------------------- | ------- | ------- |
| 1. Олександр Мамай («За майбутнє»)  | 51,48 % | 31 429  |
| 2. Сергій Іващенко («Слуга народу») | 46,24 % | 28 227  |

### Решетилівська міська рада
На посаду міського голови зареєстровано 9 кандидатів. Вибори проводилися за мажоритарною системою відносної більшості.

### Хорольська міська рада
На посаду міського голови зареєстровано 4 кандидати. Вибори проводилися за мажоритарною системою відносної більшості.
Жителі Полтави в день виборів отримали смс-застереження не йти на вибори.